# Peridermium strobilinum
Peridermium strobilinum är en svampart som först beskrevs av Joseph Charles Arthur, och fick sitt nu gällande namn av R.S. Peterson 1967. Peridermium strobilinum ingår i släktet Peridermium och familjen Cronartiaceae.   Inga underarter finns listade i Catalogue of Life.